# Pandemia de COVID-19 na Ásia
A pandemia de COVID-19 na Ásia foi manifestada pela primeira vez por um aglomerado de pneumonia em Wuhan, capital de Hubei, na China continental, de onde se espalhou para outras províncias da China. Posteriormente, muitos países asiáticos começaram a relatar casos da doença do novo coronavírus, com alguns dos países mais afetados sendo China, Coreia do Sul, Japão e Irã, que tem o maior número de mortes de qualquer país fora da China continental.
Na China, o COVID-19 infectou mais de 1.700 agentes de saúde, a maioria na província de Hubei, e causou diversas mortes por pneumonia viral, como do médico Li Wenliang, um jovem oftalmologista entre os primeiros a alertar sobre a epidemia.

## Casos confirmados

### Afeganistão
Em 23 de fevereiro ao menos três pessoas eram suspeitas de estarem infectadas com o coronavírus no país e no dia 24 de fevereiro, o Afeganistão confirmou seu primeiro caso em herat, de uma pessoa de 35 anos que voltou do Irã, da cidade de Qom que fica na fronteira com o Afeganistão, onde se encontra a maioria dos casos daquele país.
Até o dia 28 de fevereiro, nenhuma morte por coronavírus foi reportada no Afeganistão.

### Azerbaijão
O país teve seu primeiro caso confirmado no dia 28 de fevereiro, um cidadão Russo em viagem que partiu do Irã.

### Barém
No dia 24 de fevereiro foram confirmados os dois primeiros casos. do coronavírus no Barém, o primeiro caso foi de um cidadão que voltou do Irã com  sintomas da doença, no mesmo dia o segundo caso foi confirmado, uma cidadã que também voltou do Irã via Dubai, fazendo com que o Barém suspendesse por 48 horas todos voos provenientes dos aeroportos de Dubai e Sharjah Neste mesmo dia o Governo do Bahrein suspendeu todas as aulas de escolas púplicas, particulares e universidades por duas semanas para que o vírus não se alastre entre os estudantes.
No dia 26 de fevereiro foram confirmados mais 23 casos, elevando o número para 26, todos já estavam desde o dia 25 de fevereiro sob análise pois também viajavam do Irã para o Barém através dos aeroportos de Dubai e Sharjah.
No dia 27 de fevereiro mais sete casos foram confirmados, subindo para 33 o número de infectados fazendo com que o Barém aumentasse a suspensão dos voos vindos de Dubai e de outros países, como Iraque e Libano.
Em 28 de fevereiro foram confirmados mais dois casos, um cidadão do Barém e um Árabe que viajaram vindos do Irã em voos com escala. O Barém soma 38 casos confirmados.
Até o dia 28 de fevereiro, nenhuma morte por coronavírus foi reportada no Barém.

### Camboja
Em 27 de janeiro, o Camboja confirmou seu primeiro caso em Sihanoukville: um chinês de 60 anos que viajou para Wuhan com sua família para a cidade costeira. Três outros membros de sua família foram colocados em quarentena por não terem sintomas do vírus, enquanto ele foi colocado em uma sala separada para tratamento no Hospital de Referência Preah Sihanouk.
O navio de cruzeiro MS Westerdam chegou a Sihanoukville em 13 de fevereiro, depois de ter sido rejeitado por outros países devido a preocupações com vírus. Centenas de passageiros desembarcaram lá. Em 15 de fevereiro, um deles foi parado na Malásia e mais tarde deu positivo, levando à preocupação de que outros passageiros também tenham sido infectados.
No início de fevereiro foi reportado que o único caso de coronavírus no país até então já estava recuperado.

### Catar
No dia 29 de fevereiro, o Catar confirmou seu primeiro caso, um catariano de 26 anos que viajou recentemente para o Irã.

### Filipinas
Em 30 de janeiro foi confirmado o primeiro e segundo caso de coronavírus no país, uma cidadã chinesa de 38 anos que chegou no país num voo de Wuhan para Cebu no dia 21 de janeiro, ela estava em companhia de um chines de 44 anos que foi o segundo caso constatado no país, ambos viajaram juntos de Wuhan para Cebu e também foram juntos ao hospital.
No dia 1 de fevereiro houve a primeira morte por coronavírus fora da China, o chinês de 44 anos não resistiu e faleceu no isolamento do hospital.
No dia 5 de fevereiro foi confirmado o terceiro caso de coronavírus no país, uma mulher de 60 anos teve inicialmente o teste negativo no dia 24 de janeiro, mas hoje confirmou que estava com o coronavírus.
No dia 9 de fevereiro as pacientes de 38 e 60 anos tiveram sua recuperação anunciada e já não contém mais o coronavírus, fazendo com que nas Filipinas não teham mais nenhum caso de coronavirus atualmente.

### Geórgia
Em 26 de fevereiro a Ministra de Saúde da Geórgia, Ekaterine Tikaradze confirmou o primeiro caso de coronavírus, um cidadão Georgiano que voltou do Irã atravessando a fronteira com o Azerbaijão.
Em 28 de fevereiro foi confirmado mais um caso, uma mulher de 31 anos que voltou da Itália acusou positivo no teste feito no Hospital de Doenças Infecciosas de Tbilisi.
O Ministro da Saúde da Geórgia Amiran Gamkrelidze, informou que ainda tem 29 pessoas mantidas em isolamento no Hospital de Doenças Infecciosas de Tbilisi com suspeita de terem o coronavirus, ele também informou que tem uma "alta probabilidade" de que alguns deles já estejam infecctados.
Até o dia 28 de fevereiro, nenhuma morte por coronavirus foi reportada na Geórgia

### Hong Kong
O Centro de Proteção à Saúde de Hong Kong (CHP) adicionou o termo "pneumonia não identificada" à sua lista de doenças de notificação obrigatória para expandir sua autoridade sob a quarentena. O governo de Hong Kong também reduziu as visitas aos hospitais e exigiu que os visitantes usassem máscaras faciais. A triagem foi reforçada em aeroportos e estações de trem com conexões para Wuhan.
Na primeira semana de 2020, 30 viajantes indispostos de Wuhan foram submetidos a testes. A maioria tinha outros vírus respiratórios.
Em 22 de janeiro, um chinês de 39 anos, que viajou de Shenzhen desenvolveu sintomas de pneumonia. Ele havia estado em Wuhan no mês anterior. Após teste positivo ele foi hospitalizado no Hospital Queen Mary, Ilha de Hong Kong. Um homem de 56 anos de Ma On Shan, que havia visitado Wuhan, também teve seu teste positivo.
O governo de Hong Kong designou a colônia de férias Lady MacLehose em Sai Kung como um centro de quarentena.
Em 23 de janeiro, três pessoas que mantiveram contato próximo com os dois casos mencionados foram colocadas em quarentena, incluindo dois médicos e um visitante da Austrália.
O Conselho de Turismo de Hong Kong cancelou a Copa do Ano Novo Lunar e um carnaval de Ano Novo Lunar de quatro dias, alegando preocupações com o surto.
Em 24 de janeiro foi confirmado pelas autoridades um quinto caso da doença.
Os maiores parques de diversões da cidade: o Hong Kong Disneyland Resort, o Ocean Park Hong Kong e o Madame Tussauds Hong Kong fecharam de 26 de janeiro até novo aviso.
Em 28 de janeiro, o Chefe do Executivo de Hong Kong, Carrie Lam, declarou que o serviço ferroviário de alta velocidade entre Hong Kong e a China continental seria suspenso a partir de 30 de janeiro, e todos os serviços férreos transfronteiriços também seriam suspensos em uma licitação, para barrar a propagação do coronavírus. Além disso, os voos da China continental seriam cortados pela metade, os serviços de ônibus transfronteiriços seriam reduzidos e o governo de Hong Kong está pedindo a todos os seus funcionários (exceto aqueles que prestam serviços essenciais / de emergência) para trabalhar em casa. Em uma coletiva de imprensa posterior naquele dia, Lam disse que os pontos de verificação de fronteira Man Kam To e Sha Tau Kok seriam fechados.
O Departamento de Serviços de Lazer e Culturais (LCSD) anunciou que todas as instalações que estão sob sua supervisão, incluindo todos os museus públicos, bibliotecas públicas e centros e instalações esportivas, serão fechadas até novo aviso, como prevenção à saúde.
Em 4 de fevereiro, o CHP relatou a primeira morte de Hong Kong, a de um paciente de 39 anos, o 13º caso.
Em 5 de fevereiro, Hong Kong confirmou mais três casos. Outros três foram confirmados em 6 de fevereiro e outros dois casos em 7 de fevereiro.
Em 9 de fevereiro, Hong Kong confirmou mais três casos com dois da mesma família, elevando o número total para 29. Também foi anunciado no mesmo dia que os passageiros e a tripulação do navio de cruzeiro World Dream puderam sair após um cheque revelar que eram negativos para o coronavírus e não tinham histórico de estar em contato próximo com oito passageiros que desembarcaram e estavam encontrado positivo para o vírus.
Em 17 de fevereiro, o CHP identificou 60 casos em Hong Kong com dois pacientes desde que se recuperaram.
Em 24 de fevereiro, um total de 81 casos foi identificado.

### Índia
Em 30 de janeiro foi confirmado o o primeiro caso de coronavírus, um estudante da Universidade de Wuhan que foi internado em isolamento num hospital de Kerala no sul do país.
Em 2 de fevereiro foi confirmado o segundo caso, um homem com histórico de viagem para a China que também está em Kerala no sul do país.
Em 6 de fevereiro, Kerala confirma o terceiro caso no país, um estudante da Universidade de Wuhan que entrou na Índia no dia 3 de fevereiro.

### Indonésia
Em 2 de março foram confirmados os dois primeiros casos de COVID-19, são mãe (64 anos) e filho (31 anos) que tiveram a identidade e região do país não reveladas mas que estavam sob cuidados médicos em um hospital em isolamento pois eles tiveram contatos com japoneses que estavam na Indonésia e ao retornarem ao Japão apresentaram os sintomas e também foram diagnosticados com COVID-19.

### Irã
Em 19 de fevereiro, 2 pessoas na cidade de Qom testaram positivo para o COVID-19, mais tarde naquele dia o Ministro da Saúde e Educação Médica informou que ambos pacientes faleceram.
Em 20 de fevereiro, mais 3 novos casos do COVID-19, dois da cidade de Qom e um de Arak.
Em 21 de fevereiro, 13 casos novos foram reportados, sendo 7 casos em Qom, 4 em Teerã e 2 na província de Gilan.
Em 22 de fevereiro, o Ministro da Saúde reportou mais 10 novos casos elevenando o número para 29 e duas mortes mais, num total de 8 mortos.
Em 23 de fevereiro, já são 43 infectados pelo COVID-19 no país em 4 cidades diferentes.
Em 24 de fevereiro, o Ministro da Saúde Iraj Harirchi informa que 12 pessoas morreram num total de 61 infectados confirmados.
Em 25 de fevereiro, o prório Ministro da Saúde Iraj Harirchi deu teste positivo para COVID-19, sendo o primeiro no Governo Iraniano a contrair o vírus. Em uma conferência de imprensa ele estava suando e limpando o suor na testa durante toda a conferência, logo após deu entrada no Hospital.
Em 26 de fevereiro, o Ministério da Saúde reportou mais 44 novos casos (elevando para 139 casos no país) e 6 novas mortes, totalizando 19 mortos.
Em 27 de fevereiro foram reportados mais 126 casos quase que dobrando o total de infectados pelo COVID-19 no país, totalizando 245 infectados sendo 26 destes já mortos. A Vice-presidente do Irã para assuntos da Mulher e da Família, Masoumeh Ebtekar também testou positivo para o novo coronavírus. Duas personalidades morrem pelo coronavirus, O Ex-embaixador do Irã no Vaticano, Hadi Khosroshahi e a jogadora de futebol feminino Elham Sheikhi.

### Iraque
Em 24 de fevereiro, as autoridades de Najaf confirmaram o primeiro caso no país, um viajante que esteve no Irã recentemente.
Em 26 de fevereiro, o Iraque anunciou mais 4 novos casos de COVID-19 totalizando 5 casos no país.
Em 27 de fevereiro foi registrado o primeiro caso de COVID-19 na capital Bagdá, sexto no país, fazendo com que o governo fechasse espaços públicos e escolas para não haver dissiminação do vírus, também houve fechamento de boa parte da fronteira bem como a proibição da entrada no país de pessoas procedentes de países com Surto de COVID-19, entre eles República Popular da China, Irã, Japão, Coreia do Sul, Tailândia, Singapura, Itália, Kuwait e Barém.
Em 28 de fevereiro, o Iraque anunciou mais 2 novos casos de COVID-19 totalizando oito casos no país, o primeirofoi o de um homem de 51 anos que retornou do Irã recentemente para a província de Kirkuk, no norte do Iraque e o segundo, é uma mulher iraquiana de 32 anos que retornou de viagem da fronteira do Irã, ela foi hospitalizada em Bagdá onde fez os testes e confirmou ter coronavírus.
Até o dia 28 de fevereiro, nenhuma morte por coronavírus foi reportada no Iraque.

### Israel
No dia 21 de fevereiro, Israel confirmou seu primeiro caso de coronavírus, uma mulher israelense que havia voltado do Japão depois de ficarem em quarentena no Navio Diamond Princess deram positivo no Centro Médico de Sheba.
No dia 22 de fevereiro, o Ministro da Saúde Ya'akov Litzman juntamente com o Primeiro-ministro de Israel Benjamin Netanyahu instituiram uma regra de isolamento doméstico de 14 dias para qualquer pessoa que estivesse na Coreia do Sul ou no Japão. O Primeiro-ministro de Israel também proibiu a entrada de não residentes ou cidadãos de Israel que estiveram na Coreia do Sul durante os 14 dias anteriores à sua chegada a Israel. A mesma diretiva foi aplicada a quem chegasse do Japão a partir de 23 de fevereiro.
Em 23 de fevereiro, um segundo ex-passageiro do Navio Diamond Princess apresentou resultado positivo e foi internado em um hospital para isolamento.
Duzentos estudantes israelenses foram colocados em quarentena após serem expostos a um grupo de turistas religiosos da Coreia do Sul.
No dia 25 de fevereiro, 1600 israelenses foram colocados em quarentena depois de terem viajado para o exterior.
Em 27 de fevereiro, um homem que retornou da Itália no dia 23 de fevereriro, testou positivo para coronavírus e foi internado no Centro Médico de Sheba. No dia 28 de fevereiro, sua esposa também foi testada positivo para coronavírus.
Até o dia 28 de fevereiro, nenhuma morte por coronavírus foi reportada no Israel

### Japão
No dia 3 de janeiro, um homem de 30 anos de cidadania chinesa que viajou recentemente para Wuhan apresentou febre, retornando para o Japão no dia 6 de janeiro. Ele foi testado positivo para COVID-19 no hospital no dia 15 de janeiro. Ele não visitou o Mercado (Huanan Seafood Wholesale), sendo assim um dos primeiros casos de contaminação entre humanos com alguma pessoa de Wuhan.
Em 24 de janeiro o segundo caso foi confirmado, um chinês que visitou Wuhan.
Em 25 de janeiro o terceiro caso foi confirmado, uma mulher de Wuhan.
Por conta do COVID-19, o Japão começou a tomar algumas precauções extras para os Jogos Olímpicos de Verão de 2020 que inicia dia 24 de julho em Tóquio.
Em 28 de janeiro mais 3 casos foram reportados, incluindo um homem que não visitou Wuhan, um senhor de 60 anos, motorista de ônibus de uma excursão com passageiros de Wuhan no início do mês. O guia turístico do grupo também contraiu COVID-19. Total de 4 casos confirmados.
Em 29 de janeiro mais dois casos foram reportados, um homem e uma mulher chinesas deram poritivo para COVID-19 em Aichi e Hokkaido. O Ministro de Saúde do Japão informou que 3 cidadãos japoneses foram evacuados de Wuhan com COVID-19.
No dia 30 de janeiro, o Primeiro Ministro Shinzo Abe anunciou que dois cidadãos japoneses que voltaram ao Japão via Aeroporto Internacional de Tóquio, se recusaram a fazer o teste se estão infectados com o coronavírus e as autoridades legalmente não podem forçar para que eles façam. Total de 6 casos confirmados. No dia 30 de janeiro foi anunciado que ambos cederam e fizeram os testes.
No dia 3 de fevereiro, o Japão começou a não aceitar mais a entrada de pessoas com histórico de entrada ou saída da província de Hubei, epicentro do Surto de COVID-19 na China ou que tem o passaporte chinês emitido na província de Hubei. Também adotou que viajantes não japoneses deverão preencher um formulário com sua declaração de saúde e responder algumas perguntas, entre elas se esteve na província de Hubei nos últimos 14 dias.
No dia 11 de fevereiro dois japoneses evacuados de Wuhan que antes havian feito o teste e com resultado negativo, agora foram testados novamente e deram como positivos para COVID-19, outros 3 casos foram confirmados nos últimos dias totalizando 31 infectados por COVID-19.
Em 12 de fevereiro, o Japão anunciou restrição na entrada do país que viajou para Zhejiang ou tem passaporte chinês emitido na província de Zhejiang. Neste dia 33 pessoas estão infectadas no Japão.
Em 13 de fevereiro morreu a primeira pessoa no Japão vítima do COVID-19, uma mulher com mais de 80 anos na cidade de Prefeitura de Kanagawa próximo a Tóquio. ela era a madrasta de um taxista de Tóquio que também já tinha o coronavirus. Neste dia o Japão tinha 33 infectados, sendo 24 com histórico de viagem a locais contaminados e 9 casos com transmissão doméstica.
Em 14 de fevereiro, um casal de idosos com mais de 60 anos deram positivo para o coronavírus depois de retornarem de uma viagem de férias de 10 dias para o Hawaii, onde o homem começou a apresentar os sintomas. No dia 16 foi informado que eles usaram a Delta Airlines para retornar de Tóquio vindos de Oahu e ficaram em Waikiki. A empresa aérea começou um processo de contactar todos passageiros daquele voo para determinar se mais alguém tinha os sintomas. Japão passou a ter 41 infectados e uma morte registrada pelo coronavírus.
Em 18 de fevereiro, a Prefeitura de Wakayama anunciou mais 3 pessoas com o coronavírus, sendo uma delas paciente do Hospital Saisekai Arida. As outras duas consistem no filho de um médico que foi infectado anteriormente e uma enfermeira com cerca de 30 anos que trabalhou como membro da Equipe de Assistência Médica ao Desastre no Diamond Princess (navio). O número de infectados aumentou para 74 e ainda com apenas uma morte no Japão por conta do coronavirus.
Em 20 de fevereiro, a Prefeitura de Fukuoka anunciou seu primeiro caso, um homem de cidadania Japonesa com cerca de 60 anos sem nenhum histórico de viagens. Agora já são 94 casos confirmados 1 uma morte.
Em 21 de fevereiro, dois irmãos, um de uma esola primária e o outro com idade pré-escolar confirmaram estar infectados com o coronavírus na cidade de Hokkaido, o irmão mais novo voltou com seu pai de Wuhan no dia 30 de janeiro, após evacuarem a cidade em um voo do govenro. Seu pai que também foi diagnosticado positivo para o coronavírus no dia 20 de fevereiro.
Em 22 de fevereiro, um professor do ensino médio na cidade de Chiba deu positivo para o coronavírus. O Japão já conta com 135 infectados e a maioria por transmissão doméstica, sem histórico de viagens.
Em 23 de fevereiro, o Departamento de Estado dos Estados Unidos alertou os americanos em viagem ao Japão para terem cuidado comunitário para não alastrarem o vírus. Foi reportado no mesmo dia a Companhia de Pedágios de Nagoya informou que tem planos para fechar alguns pedágios após um funcionário ter sido diagnosticado positivo para o vírus. Devido à escassez de pessoal, seis postos de pedágio na Região de Tokai poderiam ser fechadas no fim de semana. Hoje o Japão já conta com 147 infectados.
Em 26 de fevereiro foi reportado que mais duas pessoas morreram no Japão devido ao coronavírus, uma em Hokkaido que foi diagnosticado ter o coronavirus depois de morto e outra em Tóquio, um homem com cerca de 80 anos. Com estas duas mortes os números agora são de 3 mortos e 189 infectados no Japão.
Em 27 de fevereiro o Primeiro-Ministro do Japão Shinzo Abe pediu que as escolas fechassem em todo o país para retardar a propagação do vírus. A duração do fechamento que ele pediu para as escolas adotarem foi de 2 de março até o final das férias de primavera, que geralmente terminam no início de abril.

### Kuwait
No dia 24 de fevereiro o Kuwait registrou primeiramente os três primeiros casos de coronavírus no seu emirado depois que eles chegaram da cidade iraniana de Mexede. Um dos infectados é cidadão do Kuwait, outro é cidadão da Arábia Saudita e o terceiro é de origem não revelada. No mesmo dia outros 2 casos foram confirmados.
O Iraque fechou as fronteiras com o Kuwait para conter a dissiminação do vírus.
Passageiros que chegaram ao Kuwait vindos do Irã, mesmo que moradores do kuwait, foram destinados a hoteis para ficarem isolados em quarentena mesmo sem os sintomas.
Em 25 de fevereiro o Kuwait suspendeu todos os voos de e para o Iraque e de outros países, como: Coreia do Sul, Tailandia, Irã e Itália. No mesmo dia suspendeu outros voos de e para Singapura e Japão
No total, o número de casos confirmados no Kuwait subiu para 9.
No dia 26 de fevereiro foram confirmados mais dois casos relacionados a passageiros que retornaram do Irã. A bloqueio de voos vindos de áreas afetadas pelo coronavírus ainda continua e teve sua extensão para navios, exceto aqueles que carregam petróleo foram banidos de aportar nas docas do Kuwait.
Novos casos relacionados a passageiros que retornaram do Irã elevam o número de infectados para 25.
Em 27 de fevereiro foram confirmados mais 18 casos de coronavírus no Kuwait elevando para 43 o número total, todos eles estão em hospitais e isolados, nenhum caso grave foi reportado.
As Forças Armadas do Kuwait irão suspender as aulas em todas as instituições militares, faculdades e escolas a partir do dia primeiro de março por um período de duas semanas em preocupação com o recente aumento do número de casos de coronavirus no Kuwait.
No dia 28 de fevereiro foram reportados mais 2 novos casos de coronavírus no Kuwait, os pacientes recentemente retornaram do Irã mas já estão bem, elevando para 45 o número de infectados no país.
Até o dia 28 de fevereiro, nenhuma morte por coronavírus foi reportada no Kuwait.

### Líbano
No dia 21 de fevereiro, o Libano confirmou seu primeiro caso de coronavírus, uma mulher de 45 anos de idade que voltava de Qom, Irã testou positivo e foi transferida para um hospital em Beirute.
No dia 26 de fevereiro, o segundo caso foi reportado, uma mulher que retornou do Irã no dia 20 de fevereiro depois de uma peregrinação religiosa de 7 dias no Irã.
No dia 27 de fevereiro, um iraniano de 77 anos que chegou do Irã em 24 de fevereiro, testou positivo sendo o terceiro caso no país, ele foi internado no Hospital Universitário Rafik Hariri em Beirute.
No dia 28 de fevereiro o Ministro Tarek al-Majzoub anunciou o fechamento temporário de todas as instituições estudantis, de 29 de fevereiro a 8 de março.
Até o dia 28 de fevereiro, nenhuma morte por coronavirus foi reportada no Libano.

### Macau
No dia 22 de janeiro, o Centro de Regulamento de Apostas de Macau confirmou o primeiro caso de coronavírus, é uma mulher de 52 anos é uma turista procedente de Wuhan e foi encaminhada para um hospital da região.
No dia 26 de janeiro, o Gabinete de Saúde de Macau confirmou três casos adicionais: uma mulher de 58 anos que chegou de Hong Kong em 23 de janeiro depois de viajar para Wuhan, uma mulher de 21 anos e uma mulher de 39 anos que chegaram a Macau em 22 de janeiro via Ponte Flor de Lótus; todos eram residentes de Wuhan. Desde então, o Governo de Macau fechou temporariamente todas as escolas e universidades e impôs controles de fronteira com verificações de temperatura.
Em 27 de janeiro, um menino de 15 anos de idade, filho de um dos pacientes previamente confirmados, foi declarado o sexto caso do vírus em Macau.
No dia 28 de janeiro o Governo de Macau declarou o fechamento de vários locais para limitar a possível propagação do vírus, incluindo vários locais de entretenimento e apresentações planejadas para o Ano Novo Lunar, também foi anunciado o sétimo caso, uma mulher de 67 anos e moradora de Wuhan que viajou para Guangzhou antes de entrar em Macau.
No dia 2 de fevereiro, foi reportado o oitavo caso de coronavírus e o primeiro de uma residente de Macau, uma mulher de 64 anos, ela foi internada no Hospital Conde S. Januário no dia 27 de janeiro e como não melhorou em 3 dias, foi transferida para o hospital Kiang Wu onde piorou e retornou ao Hospital Conde S. Januário, onde testou positivo para o coronavírus., no mesmo dia o Departamento de Saúde de Macau informou que a moradora pode ter contraído o vírus em uma viagem recente que fez a China, descartando a possibilidade de ter contraído o coronavírus em Macau.
Em 4 de fevereiro, o nono caso foi reportado, é uma amiga do oitavo caso que informou que passou 4 horas na casa dela no dia 25 de janeiro, onde percebeu que ela estava demostrando estar gripada. Também foi confirmado o décimo caso, um homem de 57 anos que também visitou Guangzhou no dia 25 de janeiro, voltando a Macau no mesmo dia. A partir de 26 de janeiro, ele desenvolveu sintomas como coriza, tosse e febre.
O Governo de Macau decidiu fechar todos os casinos do país por um período de duas semanas para conter a possível dissiminação do vírus nestes ambientes.
Em 28 de fevereiro, 6 pacientes já haviam recuperados do coronavírus.
Até o dia 28 de fevereiro, nenhuma morte por coronavírus foi reportada em Macau.

### Malásia
No dia 25 de janeiro, dois homens e uma mulher, todos de cidadania chinesa testaram positivo para coronavírus, estavam num grupo que já estava em quarentena num hotel na floresta da cidade de Iskandar Puteri na província de Johor. No dia 3 de fevereiro, a Malásia já tinha 8 casos reportados, todos de cidadãos da República Popular da China, o nono caso reportado foi do primeiro malaio infectado, um homem de 41 anos que esteve em Singapura entre 16 e 23 de janeiro.
No dia 15 de fevereiro a Malásia tinha 22 infectados por coronavírus e nenhum morto. Neste dia uma passageira do Navio MS Westerdam que desembarcou no Camboja no dia 13 de fevereiro e passou por exames médicos foi liberada para voltar para os Estados Unidos pelas autoridades do Camboja, como o Camboja não tem voos diretos para a Europa ou Estados Unidos, ela voou para a Malásia no dia 14 de fevereiro com outras 144 pessoas a bordo no avião. Durante o desembarque no Aeroporto Internacional de Kuala Lumpur foi percebido uma anomalia na temperatura corporal dela e ela foi enviada para o Hospital Sungai Buloh no Estado de Selangor para um melhor diagnóstico e foi constatado que ela estava infectada com o novo coronavírus. No dia 21 de fevereiro ela foi liberada pois em novos testes ela não esta mais infectada com o coronavírus.
Após quase duas semanas sem novos casos do coronavírus na Malásia, no dia 27 de fevereiro uma mulher de nacionalidade Malásia que retornou do Japão no dia 23 de fevereiro desenvolveu os sintomas no dia seguinte e foi internada em um Hospital em Kuala Lumpur onde foi constatado em testes que ela estava infectada por coronavírus.
No dia 28 de fevereiro mais dois casos testaram positivo para o coronavírus, um Italiano casado com uma malaia e com histórico de viagem a Itália entre os dias 15 e 21 de fevereiro e uma Japonesa que trabalha em Kuala Lumpur e recentemente viajou para o Japão em janeiro e Indonésia em fevereiro, elevando para 25 o número total de infectados no país.

### Nepal
No dia 24 de janeiro, um estudante nepales que retornou de Wuhan foi o primeiro caso registrado de coronavírus no país. Como o estado dele não era grave, ele foi liberado para proceder com a quarentena em casa.

### Omã
No dia 24 de fevereiro, os dois primeiros casos de coronavírus foram confirmados. São duas mulheres que retornaram recentemente do Irã.
No dia 27 de fevereiro o número de casos confirmados no país já subiu para 6, todos os pacientes estão estáveis ou em boas condições e todos tem histórico de viagens ao Irã, um dos epicentros do coronavírus no mundo, juntamente com China, Coreia do Sul e Itália.

### Paquistão
No dia 24 de janeiro, O Governo do Paquistão começou a escanear a temperatura corporal dos passageiros e tripulação em circulação no Aeroporto de Istambul, Aeroporto Internacional Jinnah em Carachi,  Aeroporto Internacional Allama Iqbal em Lahore e no Aeroporto Internacional de Peshawar para prevenir a entrada do coronavirus no país. Companhias aéreas internacionais do Paquistão também anunciaram que irão efetuar o escaner de temperatura antes de embarcar nos seus voos.
No dia 27 de janeiro o Governo do Baltistão decidiu adiar a abertura das fronteiras China-Paquistão em Khunjerab que estava previsto para fevereiro.
No dia 23 de fevereiro, a Frenteira entre Paquistão e Irã também foi fechada.
No dia 26 de fevereiro os dois primeiros casos do novo coronavírus foram confirmados, um em Carachi onde este paciente tem histórico de viagem para o irã e outro em Islamabade.

## Galeria

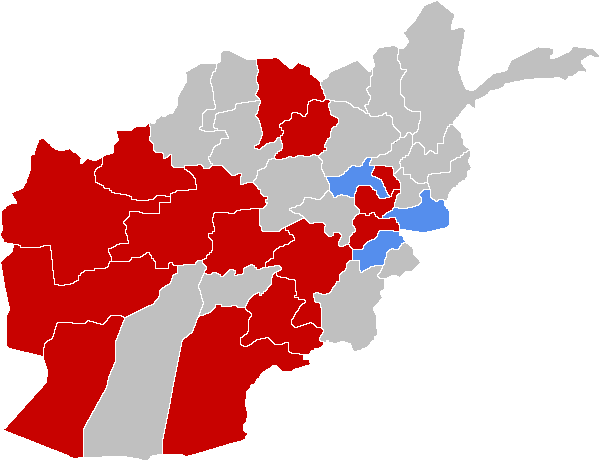
Mapa do surto no Afeganistão (13 de março):   Casos confirmados
Mapa do surto no Barém (13 de março):   Casos confirmados
Mapa do surto em Hong Kong (13 de março):   Casos confirmados
1° Mapa do surto na China continental (13 de março):   Caso confirmado 1~9  Caso confirmado 10~99  Caso confirmado 100~499  Caso confirmado 500~999  Caso confirmado 1000~9999  Caso confirmado ≥10000
2° Mapa do surto na China continental (13 de março):   Casos confirmados
Mapa do surto em Macau (13 de março):   Casos confirmados
Mapa do surto em Hong Kong (13 de março):   Casos confirmados  Casos suspeitos
Mapa do surto no Emirados Árabes Unidos (13 de março):   Casos confirmados
Mapa do surto nas Filipinas (13 de março):   Casos confirmados  Casos suspeitos
1° Mapa do surto na Índia (13 de março):   Casos confirmados  Casos suspeitos
2° Mapa do surto na Índia (13 de março):   Fechado em todos os lugares  Fechado em algumas áreas
Mapa do surto na Indonésia (13 de março):   Casos confirmados  Casos suspeitos
Mapa do surto no Irã (13 de março):   Caso confirmado 1~9  Caso confirmado 10~99  Caso confirmado 100~499  Caso confirmado 500~999  Caso confirmado 1000~9999  Caso confirmado ≥10000
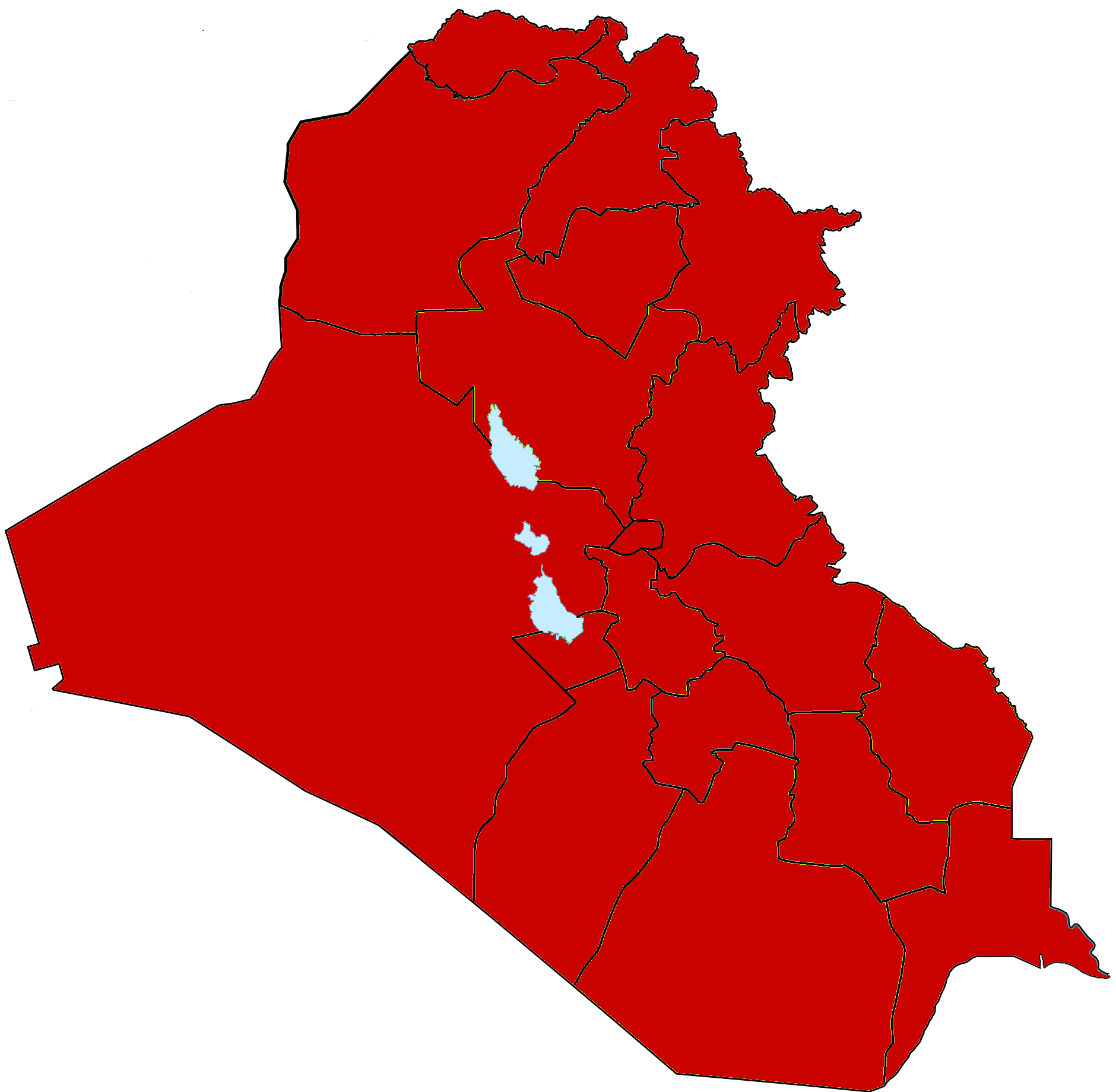
Mapa do surto no Iraque (13 de março):   Casos confirmados  Casos suspeitos
Mapa do surto no Japão (13 de março)
Mapa do surto na Coreia do Norte (13 de março):   Casos suspeitos
Mapa do surto na Coreia do Sul (13 de março):   Casos confirmados
Mapa do surto na Malásia (13 de março):   Casos confirmados  Casos suspeitos
Mapa do surto no Nepal (13 de março):   Casos confirmados
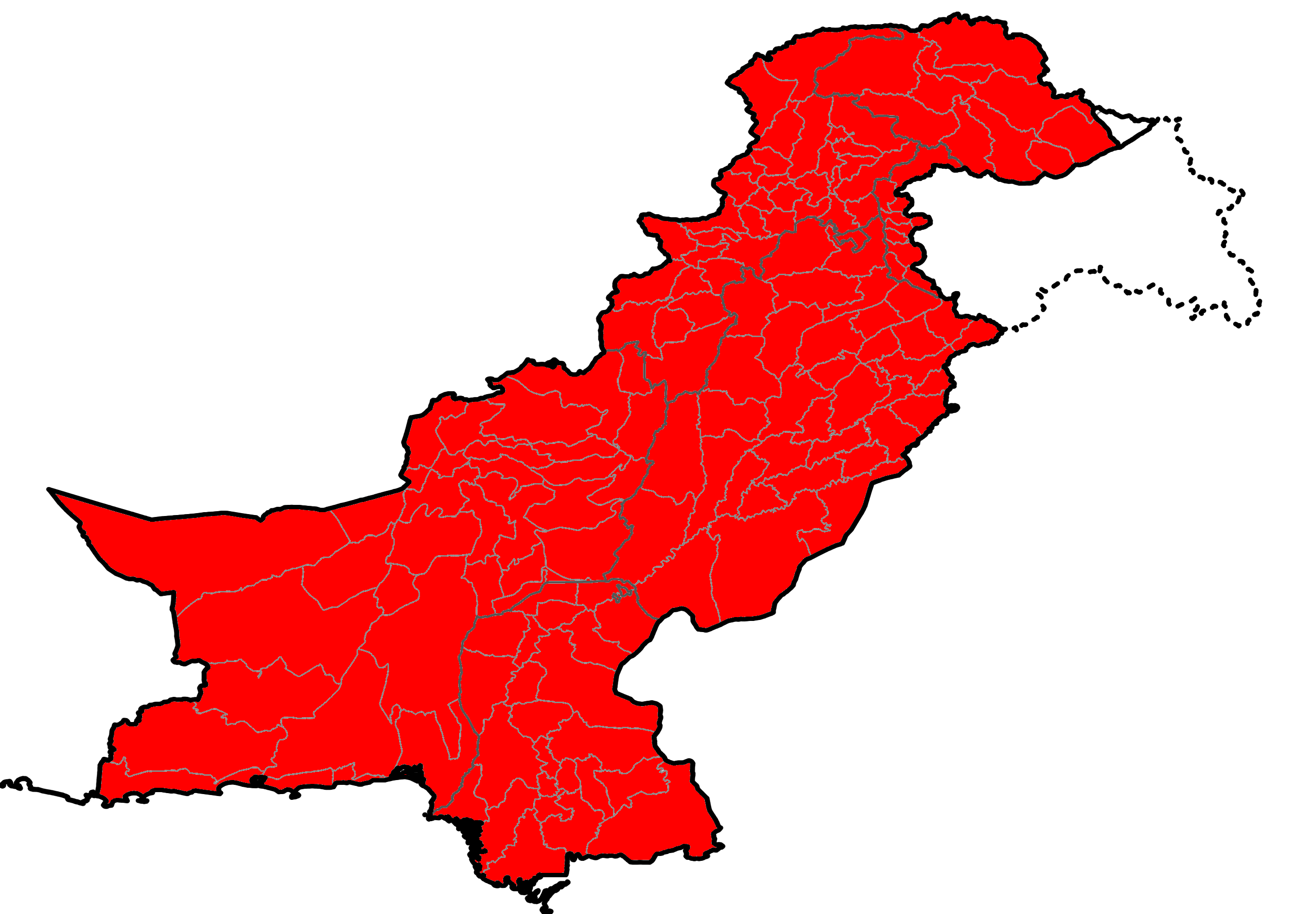
Mapa do surto no Paquistão (13 de março):   Casos confirmados  Casos suspeitos
Mapa do surto em Singapura (13 de março):   Casos confirmados
Mapa do surto no Sri Lanka (13 de março):   Casos confirmados
Mapa do surto na Tailândia (13 de março):   Casos confirmados  Casos suspeitos
1° Mapa do surto em Taiwan (13 de março):   Casos confirmados
2° Mapa do surto em Taiwan (13 de março):   < 0.81  0.81  1.61  2.42  3.22  4.03+
Mapa do surto no Vietnã (13 de março):   Casos confirmados  Casos suspeitos